# Eriopyga condensa
Eriopyga condensa là một loài bướm đêm trong họ Noctuidae.